# Saint-Martin-Sepert
Saint-Martin-Sepert este o comună în departamentul Corrèze din centrul Franței. În 2009 avea o populație de 258 de locuitori.

## Evoluția populației
| An        | 1975 | 1982 | 1990 | 1999 | 2006 | 2009 |
| --------- | ---- | ---- | ---- | ---- | ---- | ---- |
| Populație | 330  | 300  | 251  | 260  | 257  | 258  |